# 圖庫曼任氏鱂
圖庫曼任氏鱂為輻鰭魚綱鯉齒目四眼魚科的其中一種，分布於南美洲阿根廷Rio Sali上游流域，體長可達3.7公分。

## 擴展閱讀
維基物種上的相關：圖庫曼任氏鱂